# Federación Malaya
La Federación Malaya (en malayo: Persekutuan Tanah Melayu; jawi: ڤرسكوتوان تنه ملايو) es el nombre dado a una federación de 11 estados que existieron entre el 31 de enero de 1948 y el 16 de septiembre de 1963. Estaba compuesta por nueve Estados malayos y las colonias británicas de Penang y Malaca, que acabaron siendo sustituidos por la actual Malasia.

## Historia
Entre 1946 y 1948, los 11 estados formaron una colonia del Imperio británico conocida como Unión Malaya. Debido a la oposición de los nacionalistas malayos, la Unión fue disuelta y sustituida por la Federación Malaya, que restauró las posiciones simbólicas de los gobernantes de los estados malayos.
Dentro de la Federación, mientras los estados malayos eran protectorados del Reino Unido, Penang y Malaca permanecieron como territorios coloniales británicos. Como la Unión Malaya, antes de eso, la Federación no incluía a Singapur, que antes de esa época había sido generalmente considerado como parte de Malasia.
El Acuerdo de Malaya fue formulado por la Conferencia de Pleno entre junio y diciembre de 1946. Al final de la reunión, la Conferencia de Pleno elaboró un «Libro Azul» de 100 páginas. Fue firmado el 21 de enero de 1948 en la residencia real por los gobernantes malayos y por Sir Edward Gent como representante del gobierno británico. El Acuerdo sustituía al acuerdo por el que se creaba la Unión Malaya, y preparaba el establecimiento de la Federación de Malaya el 1 de febrero de 1948. También se restableció la posición de los gobernantes malayos.
La Federación alcanzó la independencia en el ámbito de la Mancomunidad de Naciones el 31 de agosto de 1957. En 1963, la Federación se reconstituyó como «Malasia» al federarse con los territorios británicos de Singapur, Sarawak y Borneo del Norte; Filipinas mantuvo una reclamación sobre este último territorio.  Singapur se separó de la federación, proclamándose como república independiente el 9 de agosto de 1965.

## Lista de estados miembros
- Johor
- Kedah
- Kelantan
- Malaca
- Negeri Sembilan
- Pahang
- Penang
- Perak
- Perlis
- Selangor
- Terengganu
- Singapur